# 国鉄労働組合
国鉄労働組合（こくてつろうどうくみあい、略称：国労（こくろう）、英語：National Railway Workers' Union、略称：NRU）は、日本国有鉄道（国鉄）およびJRグループの職員・社員による労働組合の一つである。国鉄分割民営化後も組合名は変更されていない。
組合員数は約9,000人（2016年現在）である。全国労働組合連絡協議会（全労協）、全日本交通運輸産業労働組合協議会（交運労協）、国際運輸労連（ITF）に加盟している。

## 沿革

### 結成、共産党系・左右民同派・革同派の対立
国労は、日本国有鉄道発足以前の1946年2月に国鉄労働組合総連合会として結成され、当時の省線鉄道員の96%を組織化した。当初は地域・職域毎に結成された労働組合の連合体であったが、翌年6月には単一組織の国鉄労働組合として改組された。だが結成直後から路線対立が激しく、日本社会党の左右両派や日本共産党の政治対立に巻き込まれることとなる。更に時代が下ると社会主義協会や中核派、革マル派なども組織に入り込み、セクト間の対立が深刻になる。
共産党系の労働活動家が中心となって国鉄総連合も参加した二・一ゼネストが、GHQの命令によって中止に追い込まれると労組内の共産党系活動家による引き回しへの批判が大きくなり、1947年11月の臨時大会では社会党系と共産党系の代議員が激しく対立し執行部は総辞職。共産党に批判的だった星加要・加藤閲男・沢田広・小柳勇らが国鉄労組反共連盟を結成し、これが更に支持を広げ国鉄民主化同盟（民同）となり一大勢力を築いた。これに対し、共産党とは距離を置きながらも共闘を否定しない土門幸一・高橋儀平・細井宗一らは1948年4月に国鉄労働組合革新同志会（革同）を結成、労働者農民党を支持しつつ共産党系や民同と三者鼎立する格好となった。
同年6月に開催された国労大会では共産党系と革同で執行部を占め主導権を握るとともに国際自由労働組合総連盟からの脱退を決議。翌1949年7月18日に国鉄当局は鈴木市蔵委員長・高橋儀平書記長ら共産・革同系の国労幹部55名を免職。機関士待遇をめぐる運動方針の対立から国鉄機関車労働組合（機労・後に国鉄動力車労働組合＝動労）が分裂したが、同年結成された日本労働組合総評議会（総評）では加盟労組単産の中では重きを成した。しかし翌1951年に全面講和・中立堅持・再軍備反対・軍事基地反対の「平和四原則」を総評が採択すると、この扱いを巡って国労内部が対立。民同出身だった横山利秋企画部長が「平和四原則」から再軍備反対を除いた「平和三原則」に則る運動方針案を提出すると、星加副委員長が「平和三原則」を棚上げにして「愛国的労働運動」を目指すべきという対案を提出。中央執行委員会でも両案支持が同数となり、国労大会での採決でようやく横山案を採用することとなった。これを切っ掛けとして民同は星加・加藤・斉藤鉄郎らの民同右派（国鉄労組民主化同盟 = 新生民同）と沢田・小柳・横山らの左派に分裂。革同を交えた三派で運動路線や人事面で抗争することになる。

### 新潟闘争、民同右派の離脱・マル生運動での労使対立
1957年に、前年から続いた公共企業体等労働組合協議会（公労協）の処分撤回闘争に国労・機労も参加したものの、国労新潟地域本部を中心に抜き打ち的なストが行われ（新潟闘争）乗客や荷主が反発。一時は国労本部と国鉄当局との話し合いで事態を打開する動きがあったものの、地本が独断で駅長を吊し上げたりストを打ったりしたことから事態が泥沼化。このことから新潟地本の中で闘争方針に批判的な非現業職員や民同右派を中心に国労を脱退し、新組合を結成。この動きは全国的に広がり、国鉄職能別労組連合会（国鉄職能労連）を結成するに至る。さらに1959年に社会党の最右派が離脱して民主社会党（のち民社党を経て21世紀現在は民社協会）を結成すると、予てから関係が深かった民同右派も同調。こちらは地域毎に労働組合を組織化し国鉄地方労組総連合会（国鉄地方総連）を結成、1962年には新国鉄労働組合連合（新国労・後に鉄道労働組合＝鉄労）として両者は統合し全日本労働組合会議（全労）→全日本労働総同盟（同盟）に参加。第二組合として国労・動労と対峙した。
1960年代後半より国鉄当局が行った生産性向上を目的とする「マル生運動」においては、国労および動労の組合員に対して当局側から組合からの脱退や、鉄労への加入を強く勧奨する事態が起き、1972年まで国労の組合員数は減少を続け、逆に鉄労は同年に11万名もの組合員数に膨れ上がった。国労・動労の両組合は「マル生粉砕」をスローガンに当局との対決姿勢を強める。1971年に公共企業体等労働委員会（公労委）が、マル生運動に関して国鉄当局側に不当労働行為があったと認定し、当時の磯崎叡総裁が国会で陳謝している。

### 国鉄との対立、スト権スト
マル生運動を切っ掛けとして国労と国鉄当局との対立は決定的なものとなり、1970年代に入るとスト権の回復を名目にストライキを頻発させ、加えて遵法闘争などの闘争も激化させることとなる。既に日本政府は1965年にILO87号条約（結社の自由及び団結権の保護に関する条約）を批准したが、公共企業体等労働関係法（昭和23年法律第257号、略称「公労法」）によって公共企業体職員に認められていなかったストライキ権の承認に関しては保留扱いとなったため、スト権がその後も焦点であり続け国労も最重点課題とした。だが、この行動は国民生活を巻き添えにしたことで一般国民からの反発を招き、遂には上尾事件や首都圏国電暴動のように、乗客による国鉄職員への不満が爆発する形で暴動の発生を招き、社会全体から厳しい批判を受けることとなる。
1974年の春闘で政府と労組側の間で結ばれた「五項目合意」に基づき、1975年秋には政府がスト権問題について結論を出すことが想定されていた。国労が所属する公共企業体等労働組合協議会（公労協）はこれに合わせて、スト権付与を政府に認めさせるべく動き、政府側にもそれを容認する徴候があった。公労協は9月に、スト権問題が山場を迎える時期のスト計画を明らかにする。1975年10月には国会で国鉄の藤井松太郎総裁が条件付きでのスト権付与を表明。これに自民党は反発し、政府もスト権についての結論は出せないとした。これらを受けて、11月26日、国労は動労を含む公労協の他の組合とともに、スト権承認を求める「スト権スト」を起こした。国労書記長の富塚三夫は、ストを進める一方、倉石忠雄らスト権付与に理解を示していた自民党の労働族と接触し、彼らを通じて有利な決着を図ろうとした。しかし自民党内の反発は予想以上に強く、倉石らの意見は党内で封じられることとなる。スト権付与の意向を持っていたとされる三木武夫内閣総理大臣も、党内の状況を受け、12月1日にスト権容認を拒否する政府声明を発表した。
この結果、12月3日に公労協はストの継続を断念した。スト決行にもかかわらず、政府・自民党はトラック運輸業界に事前に働きかけ、スト決行時の輸送を最低限確保する手を打ち、サラリーマンが会社に缶詰状態になり、自宅に帰れない等の事態はあったものの、国民生活や日本経済に大きな影響はなく、国鉄の影響力の低下を表面化させただけに終わった。
これにより、後述の私鉄総連の離反を招き、都市部を中心とする国民が私鉄にシフトしていった。さらには当時は既に、高速道路などの道路網が全国的に整備され、モータリゼーションの到来で輸送コストが安いトラック輸送が台頭していたのみならず、主要取引先の宇部興産（当時）に至っては専用の道路を自社で建設しており、いつストするかわからない鉄道貨物から信頼及びコストの面で、先述のトラック運輸業界への根回しによるトラック輸送活発化の後も鉄道貨物輸送の低迷が続き、大きな爪跡を残すこととなった。これらの事由により、国鉄は大打撃を受けることとなる。
1976年2月、国鉄は違法ストにより損害を被ったとして、国労と動労に202億円の損害賠償を求める訴訟を起こした。自民党は三塚博を委員長とした「国鉄再建小委員会」を組織し、組合批判を強めた。一方、当の国労はセクト間対立が深刻なものとなり、穏健な労使関係の構築を目指す勢力から、公然と革命を主張する勢力までバラバラで、組織としての意志決定能力を失っていった。端的な例が1975年のスト権ストの収拾にあたり、動労と内々に決めていたストライキ戦術放棄の件である。意志決定能力を欠いた国労は「まず動労が決めないと国労は意見がまとまらない」と動労に対し先にストライキ放棄宣言を求めたが、国労側は意見が分裂し結局ストライキ放棄を決めることができなかった。この件で国労に梯子を外された格好の動労は激怒し、両者の路線対立は決定的になる。
一方で、ヤミ休暇、ヤミ超勤、服装規定違反、食事をしながらの運転行為、業務放棄及び横柄な接客態度、酒気帯び勤務など犯罪や不良行動が常態化しており、飲酒による鉄道事故も発生した。
そのため組合活動への非難は決定的なものとなり、国鉄当局も再び労働組合との対決を迫られていった。

#### 私鉄総連との対立
国労（初期は動労も同調）の行き過ぎた労使闘争は、関東圏、近畿圏で国鉄から並行私鉄への乗客の大規模な移動を呼んだ。このため、私鉄総連に加盟する大手私鉄労組は、全面スト戦術を放棄せざるを得なくなった。ついには、国労並みの組織率と戦闘性を持っていた東武鉄道労組までもが、上尾事件をきっかけとして東北本線利用客の伊勢崎線系統への大量流入を受け、運行ストを放棄するに至った。また国労同様にストライキを多発させていた営団地下鉄労働組合も、長時間のストライキについては1979年を最後に行わなくなり、以降は実施しても始発からのごく短い時間のみとなっていった。
そのため、私鉄労組が加入する私鉄総連は、国労との同調ができないばかりか、逆に足かせとなったため、これら大手私鉄の労働組合は国労に対して非協力的になっていった。そればかりか、近畿日本鉄道、京浜急行電鉄、小田急電鉄などでは、労組も公然と労使協調による国鉄利用客の引き剥がし（これには1976年の国鉄運賃大幅値上げなども影響している）に加担した。

### 分割・民営化
1981年、自民党政権（鈴木善幸内閣）は諮問機関として第二次臨時行政調査会（土光敏夫会長）を設け、国鉄改革など財政再建に向けた審議を行わせた。さらに1982年2月5日、自民党が「国鉄再建小委員会」（委員長・三塚博）を発足させた。同年7月30日、第二次臨調は基本答申で「国鉄は5年以内に分割民営化すべき」と表明し、鈴木内閣は9月24日、答申に従って分割民営化を進めることを閣議決定した。
こうして国鉄の分割・民営化が政治日程に上るが、国労は反対した。このため分割・民営化において、国鉄当局側から切り崩しにあった。当初、国鉄側は穏健な姿勢を取っていたが、葛西敬之・井手正敬・松田昌士のいわゆる「国鉄改革三人組」を中心にした勢力が実権を握ると、強硬路線に転じる。
従来は、当局側は最大組合の国労と真っ先に交渉し、国労とある程度の合意ができてから他の労組と交渉していたが、これを全組合横一線に変えた。当局側は分割・民営化などへの協力を求める代わりに、雇用の安定を保証する労使共同宣言と雇用安定協約を提案したが、国労は内部対立が深刻になったが結局は拒否し、動労・鉄労・全施労は応じた。動労は衆参同日選挙で分割民営化を公約に掲げた中曽根政権が大勝し、分割民営化が事実上決定したことから、「協力して組合員の雇用を守る」と方針を転換。また、動労には当局に対する訴訟を取り下げるなら202億円の損害賠償訴訟を取り下げるとして、承諾を得た。鉄労にも動労への交渉の内容を伝えて根回しし、賛同を得ていた。国労は労使共同宣言を締結しなかったことから交換条件が出されることはなかった。
分割・民営化に意欲的な中曽根康弘内閣が、1986年7月の衆参同日選挙（第38回総選挙・第14回参院選）で自民党が大勝すると、国労側はさらに劣勢になった。このころから国鉄側は「人材活用センター」を作り、「余剰人員」とされた国労組合員を配置するようになった（後の「日勤教育」はこの人材活用センターの手法を受け継いだものといわれている）。
国労でも労使共同宣言と雇用安定協約を受け入れ、分割・民営化を認めるべきとの意見が出されたが、賛否はまとまらなかった。裏では革同系（反主流派・共産党支持）、社会主義協会（向坂派）系（非主流派・社会党左派支持）を切れば残りは採用すると持ちかけられていたと鉄建公団訴訟弁護団事務局長として、原告側の弁護人となった萩尾健太は主張している。
国労は10月9日に臨時大会を開き、五十嵐中央執行委員率いる非主流派（協会派）と、徳沢中央執行委員率いる反主流派（革同派）が足並みを揃え、激論の末採決に持ち込まれ、投票の結果は分割・民営化反対が大多数を占めた。結果として山崎俊一委員長は退陣に追い込まれ、後任として盛岡地方本部から六本木敏が選出された（修善寺大会）。山崎率いる主流派である分割・民営化容認派（民同派）は国労を脱退し、やがて鉄産総連を結成した。この修善寺大会をきっかけに国労は分裂し、力を大きく失った。鉄産総連結成は、JRに採用されるための策として、社会党側からの働きかけもあったとされる。
葛西敬之の『未完の「国鉄改革」』によると、当時国鉄法務課に籍を置いていた江見弘武（後に高松高等裁判所長官を歴任し、2009年6月にJR東海監査役）の助言に従い、分割・民営化によって、新会社をつくり、一旦国鉄から退社して新会社に応募させ、採用させる。応募しなければ、自動的に国鉄を継承する国鉄清算事業団送りになる。という方式をとれば、合法的に新会社に振り分けられるというものだった。
一方で、全面対決一本槍の六本木体制や国鉄の労使関係に失望し、職場単位で脱退が相次ぎ、国労からは分割民営化までの間に国鉄そのものを退職した人を含めて20万人以上の組合員が脱退、合理化により職員（社員）の総数も大幅に減少しているものの少数組合に転落した。国労は労働組合の原点である、末端組合員の生活や不採用になるかもしれないという雇用不安を無視し、執行部のイデオロギー闘争に終始したことで結果的に自滅、全逓・日教組とともに「総評御三家」の一角を占めていた国労は他の2労組とは異なり自己崩壊により以後悲惨な末路をたどることになる。
なお、江見は退官後、JR東海に天下りしている。
中曽根康弘は、のちに「総評を崩壊させようと思ったからね。国労が崩壊すれば、総評も崩壊するということを明確に意識してやったわけだ」と語った。また、評論家で第二次臨調参与を務めた屋山太郎は『文藝春秋』1982年4月号に「国鉄労使【国賊】論」を発表したが、発表後、中曽根康弘のブレーンである瀬島龍三に「これで国労は黙っていても成敗されるから、公の場で『国労をつぶせる』とか言ってはいかん。（改革が）経営再建ではなく、他の動機と思われては大変だ」と言われたという。しかし、葛西は中曽根の発言について、「これは『子の心親知らず』の典型。我々には組合がどうなるとかはどうでもよく、それが目的というのは本質を取り違えているのではないか」と反論している。

### JR以降の経過
1987年の分割・民営化によるJR移行においても、なお多くの国労組合員が残っていた。国労組合員の採用率は、本州・四国99％と高く、北海道・九州で43.1% - 48%で低い（不採用者5009名のうち、4950名までが北海道・九州）。これは、JRに見切りをつけ国鉄を去った職員が予想以上で、本州・四国では国労組合員で穴埋めされたためや、国鉄当時に当局の勤務地希望調査において、過員である北海道や九州から本州への採用の打診について、国労方針の「希望調査用紙は白紙で提出」に従い、組合員が提出せず期限が失効したためである。組織は大幅に縮小したが、現在でも全国に組合員が存在する。組合員の雇用不安を無視した国労から脱退し、全日本鉄道労働組合総連合会に加入した組合員はほとんどが採用された。
スト権ストに対する損害賠償訴訟は、村山内閣の亀井静香運輸大臣らの斡旋で1994年12月27日、国労会館を清算事業団に明け渡すことを条件に和解した。その後、分割・民営化容認を発表したため、これも条件だったのではないかとする説もある。「明け渡し」と言っても借地権や長年の便宜供与が存在しており、移転地を斡旋されていた。清算事業団・国労双方の顔を立てたというのが実情である。ただし、この際に国労執行部に対し国労会館の明け渡し金の名目で補償金が支払われたが、その金額や使途は明らかにされていない。
また、ストライキ基金（ストライキの際にカットされる賃金補償のため組合員が積み立てた資金で他用途に流用できない規定）8億円を役職員の退職金に流用する、さらに関連会社に組合費を3億円以上流用し、回収不能になるなど、国労執行部による資金の不透明な流れも問題になっている。

### 国労5.27臨大事件
2002年5月27日、臨時大会の会場で国労組合員に殴る、蹴る、首を絞めるなどの暴行をしたとして、10月7日、警視庁公安部は、国鉄闘争支援者や国労組合員である中核派の8人を逮捕した。東京地方検察庁は勾留満期の10月28日、8人のうち6人を起訴し、2人を釈放した。その翌日の29日、警視庁公安部は国労組合員である中核派2人をさらに逮捕した。11月18日、2人とも起訴された。

### 鉄道労連との対立
1986年（昭和61年）7月18日、鉄労・動労・全施労に加え、国労の親動労系が脱退して結成した真国労を加えた4労組は合同で国鉄改革労働組合協議会（改革労協）を組織した。1987年2月2日には、これらは正式に合流して全日本鉄道労働組合総連合会（鉄道労連。会長は鉄道労働組合出身の志摩好達）を結成した。鉄道労連は雇用維持と余剰人員対応のため一時帰休、期間限定の派遣や出向、広域異動に協力したことから、JR全社で99%以上が採用された（不採用者は29名。残る1%の動労幹部組合員は、名目は不採用だったがJR子会社取締役になっているケースが多かった）。また、鉄産総連所属のJR採用率は低い会社でも80%前後であったとされる。
民営化直前の2月2日、鉄道労連は結成大会で次のような「新会社の採用・配属に関する特別決議」を採択した。
本州の三旅客会社では、定員割れといわれている。このことが事実であるとすれば、国鉄改革に反対する不良職員が採用されかねない。しかし、このようなことは許されるものではないし、われわれは断じて許さない。（中略）新会社は第二次労使共同宣言の趣旨に沿って、まじめに努力した者によって担われるべきである。（中略）われわれの仲間たちが派遣や広域異動に応じたのに対して、汗も涙も流さぬ不良職員が現地で採用される、などということは絶対に認めない。（後略）
すなわち、民営化のために一時帰休や期限付きの出向、広域異動に応じるなど協力した鉄道労連は、「正直者が馬鹿を見る」として民営化に反対し、何もしなかった職員（国労、全動労、動労千葉組合員）を定員割れになっても採用しないよう、要請したものである。2月9日、この決議は杉浦喬也総裁に手渡された。『日本労働年鑑』は、この決議について「『労働組合』による不当労働行為のすすめともいえそうな内容であった」と評した。動労千葉・国労などの組合員で、いったん採用が決まっていた者も改めて採用から外されたと動労千葉側は主張している。志摩会長は民営化後、「本来採用すべきでない人たち（国労・全動労組合員）を採用したのだから、この人たちを絶対に本務（本来の鉄道の仕事）につけないこと。もし本務についてドライバー（運転士）や車掌をやるといつストライキをやるか分からない」と発言した。JRは、国労組合員らをキヨスク・立ち食い蕎麦屋・パン屋などの店員、自動販売機の補充などに出向した者もいた。しかし、鉄道労連もJR本体が過員期間中は、いすゞ自動車や日産自動車などの他企業やJRのグループ会社に出向に行った組合員も多数いた。
国労・動労の過去の「悪行」（遵法闘争・上尾事件、ヤミ休暇、ヤミ超過勤務手当、酒気帯び勤務など）や労働運動において労使協調路線が広まった事、日本最大のナショナルセンターである連合に加盟しなかったために他の労働組合の支援があまり得られなかった事、分割民営化に反対しながら「分割民営化したJRに採用させろ」という支離滅裂な要求に賛同者が少なかった事、などを背景に、このような言動への批判は少数派にとどまった。採用基準は実際には国労・全動労・動労千葉を脱退したか否かが優先され、従業員個人の勤務態度は二の次であったと鉄建公団訴訟弁護団事務局長として、原告側の弁護人となった萩尾健太は主張している。国労組合員の異動についても労働委員会への異議申し立てを受け、一部は撤回した。ただ、JR東日本の例では、「ベンディング事業所」に一部の国労組合員（組合活動に熱心な者が特に狙われたという）を配置し、自動販売機補充などを行った。2005年2月1日になって、ほとんどの組合員は本務に復帰した。

## JR採用闘争

### 最高裁判決まで
新会社に引き継がれず、また本州新会社への3度に及ぶ採用募集にも応じず、他の会社にも再就職しなかった国労組合員は、国鉄清算事業団に移された。1990年の清算事業団解雇時に、1047名（国労組合員以外を含む）が残っていた。国労組合員は相次いで全国で36の国労闘争団を結成した。彼らと動労千葉、全動労の不採用組合員は民営化に伴う措置を、不当労働行為であるとし、地元の地方労働委員会に救済を申立てた。
国労闘争団員たちは、当座の生活費・活動費を得るためにパート・アルバイトや出稼ぎ、商品の物販を行った。物販は既製品の他、独自製品として「こくろうラーメン」「こくろうビーフカレー」「こくろうキャラメル」「音威子府みそ」「音威子府羊羹」などが知られる。これらは主に支援者に売られたが、一部は闘争団解散後も継続して生産・販売されており、製品自体が評価を受けた物もある。
地方労働委員会は組合員側の主張を認め、JR採用を認める救済命令が出された。しかしJR側は受け入れを拒否し、中央労働委員会に再審査を申立てた。ここでも大部分は組合員側の主張が認められたが、JR側（救済命令を出されたJR北海道、JR東日本、JR東海、JR貨物）はあくまで命令取消を求め、中労委を東京地裁に訴えた。また、JR総連（鉄道労連のことだが、民営化後は略称をJR総連とした）などの他労組は、従来の対立関係に加え、分割・民営化を支持した経緯から、JR側を引き続き強く支持した。JR総連はJR側が救済命令に従うなら、抗議のストライキをするとJR側に言った。なお、ほぼ同時期にJR総連は内紛により旧鉄労系が離脱し、その多くは鉄産総連と合同してJR連合を結成した。これは救済命令を支持したからではなく、古くからの労使協調派として、旧動労系の支配やスト決行を嫌ったからである。
1997年12月17日、東京地裁は和解を勧告し、国労は受け入れの姿勢を見せたが、JRは拒否した。1998年5月28日、東京地裁はJRの主張を認め、救済を全面的に取り消した。不当労働行為があったとしても、国鉄とJRは別会社であり、JRは責任を取る必要がないというのがその理由だった。
2003年12月22日、最高裁判所は中労委と国労の上告を棄却し、「JRに責任無し」の判決が確定した。その後、国労闘争団は日本鉄道建設公団（国鉄清算事業団を引き継ぎ、さらに現在は鉄道建設・運輸施設整備支援機構に継承）へ訴訟（鉄建公団訴訟、鉄運訴訟）を起こした。これについて、2005年9月15日、東京地方裁判所はJRへの採用で国鉄労働組合の組合員を不当に不利益に扱ったとして組合差別を認め、組合員一人当たり500万円、総額14億1500万円の慰謝料の支払いを命じた。しかし、事業団が1990年に国労組合員を解雇したことについては、JRの不採用者を事業団職員として雇用し続けたのは再就職準備のためとし、その根拠法が失効したこの年に雇用が終了するのは合理的と認めた。被告の機構側は判決を不服として控訴し、原告の闘争団側も解雇無効が認められなかったなどの理由で控訴した。

### 長期化と内部の対立
JR採用闘争が長期化すると、JR・国に対する徹底抗戦を続ける国労闘争団側と、JR・国への屈伏やむなしとする国労本部側の内部対立が表面化した。前述のスト権スト訴訟和解の条件に、JR・国への屈伏が含まれていたという説もある。
2000年5月30日に「JRに法的責任なし」を受け入れる条件で、自由民主党、公明党、保守新党の当時の与党3党、および社民党がJRに働きかけ、解決金を支払わせるよう検討する内容のいわゆる四党合意が行われ、国労も中央執行員会で受け入れを決めた。翌2001年1月27日の定期大会で組合は合意の受入を受諾した。しかし、闘争団側にとって「JRに法的責任なし」という条件は受け入れられるものではなく、また四党合意は国労がJRの法的責任無しを認める内容の一方で、JRの解決金支払いを確約したわけではなかった（あくまでJRに働きかけをするだけである）。こうした事情から両者の対立が続いたため、与党三党は合意を破棄した。また、鉄建公団訴訟は国労闘争団が独自に起こしたもので、国労本部側の意向ではなかった。そして、組合側は闘争団への支援を一部打ち切り、鉄建公団を提訴した組合員の一部を権利停止処分（役員への立候補禁止）にした。さらに実行はされなかったが、組合除名さえ検討され、国労執行部と闘争団の間で対立を生んだ。支援は2004年7月より再開されたが、国労本部側は裁判には無関係との態度を取り続け、さらには裁判から手を引かせようと働きかけ続けた。そのため対立は変わらず、険悪な状況が続いた。
しかし2005年の鉄建公団訴訟東京地裁判決で、国労の主張がある程度認められたことから、2006年1月28日に方針転換を決定。鉄建公団訴訟について原告を支援することになった。
2008年には、東京地裁で1月23日に全動労組合員による鉄運機構への損害賠償請求事件、3月13日には国労組合員による解雇無効・損害賠償事件の判決が相次いで出された。前者の判決（佐村浩之裁判長）では、不当労働行為の一部を認め、国鉄民営化時、遅くとも1990年の清算事業団解雇時を時効の起点として、消滅時効（このケースでは3年間）を主張した被告の見解に対しては、2003年の最高裁判決を時効の起点としてこれを退けた。その結果、原告1人あたり500万円の賠償金に加え、弁護士費用と遅延分の利息を支払うよう鉄運機構に命じた。しかし、JRへの不採用については、JRに採用されること自体については、権利や法的利益は何もないという判断を示した。一方、後者の判決（中西茂裁判長）では、消滅時効についての被告の見解を支持し、原告の全面敗訴となった。また、清算事業団からの解雇も有効とした。組合差別の有無への判断は示さなかった。
一方、3月27日のJR貨物との和解により、JR各社との紛争は採用問題のみになった（#JR以降と政府・経営側の評価参照）。国労の高橋伸二委員長は「政治解決の中で求めている雇用の確保ではJR各社に協力してもらわなければならず、各社との和解でその環境が整った」とコメントした。しかし、JR各社は「JRに法的責任は無し」との2003年最高裁の判断から雇用確保は拒否している。
2008年に国鉄労働組合が開催した集会では、民主党の鳩山由紀夫幹事長らが連帯のため参加し、「雇用・年金・解決金」の問題を解決することを約束した。

### 組合員の雇用要請断念
2009年の第45回総選挙で、民主党へ政権交代したことにより新たな解決策が模索された。民主党、社民党、国民新党の与党3党及び公明党は協議の結果、2010年4月9日「国鉄改革1047名問題の政治解決に向けて」と題する和解案を政府に要請した。同日、前原誠司国土交通大臣は、以下の事項を4者・4団体及び原則原告団910人（既に死去した50人含む、以下同）全員が了解することを条件に、4党案を受け入れると表明した。
1. 裁判上の和解を行い、すべての訴訟を取り下げること。
2. 不当労働行為や雇用の存在を二度と争わないこと。したがって、今回の解決金は最終のものであり、今後一切の金銭その他の経済的支援措置は行われないこと。
3. 政府はJRへの雇用について努力する。ただし、JRによる採用を強制することはできないことから、人数等が希望どおり採用されることは保証できないこと。

4月26日、国労は第78回臨時全国大会を開き、和解受入を全会一致で決議した。しかし、反対派が会場から締め出され、機動隊が警備する中での決議であった。来賓として出席した自見庄三郎国民新党幹事長は、和解内容を中曾根康弘に報告すると、「よーく、こんなものが出てきたな」「これは政権交代のいい面が出たんだ」と評価されたと語った。
これを承け、国土交通省は、原告に加わった910人に対して署名入り承諾書提出を要請した。しかし、6人はこれを拒否した。和解案で不当労働行為を争わないこと、JRに採用の義務はないとしたことへの反発があり、その上全員署名という「踏み絵」を要求されたからである。協議の結果全員署名の要請は取り下げ、6月28日に最高裁において和解に応じなかった6人を除く、一括和解が成立した。その結果、解雇された854人とすでに死去した50人の遺族計904世帯に対し、解決金として総額約199億円、平均約2200万円が支払われることになった。また、国労によれば55歳未満の183人がJR各社への復帰を求めているが、和解内容においては「JR各社に雇用確保を要請する」との表現にとどまったため、依然としてJR各社は雇用確保には応じなかった。
この和解について、『産経新聞』は、国労の「ゴネ得」と批判し、「2003年最高裁判決でJRの不採用について『責任なし』の司法判断が確定している。政府には、その自覚とともに民間への介入自制を強く求めたい」と主張した。『読売新聞』も同様に「ゴネ得」を批判し、「国労が鉄道建設・運輸施設整備支援機構を相手取り起こした裁判では、支援機構は組合差別はなかったと上訴している。時効で賠償請求権は消えたとする別の判決もある。政治決着は、こうした裁判の経緯を無視したもの」、「すでに最高裁は、JRに採用責任はないとの判断を示し、法的には決着済みの問題だ。就職先が決まらない新卒者も多い昨今、政府が組合員の採用をJRに押しつけるのは、筋違いも甚だしい」、「民営化に協力した労組はJRに『彼らを復職させるなら、広域異動や転職に応じた我々の仲間を、まず元の職場に帰してくれ』と主張してきた。こんな経緯も考えると、まさにゴネ得である。」と指摘した。。『毎日新聞』は、「国策とも言える民営化で、採用をめぐる組合差別があったことは経緯を振り返れば明らか」、「解決が遅れた背景に、国労側の硬直的な姿勢もあった。2000年に、自民党など当時の与党3党と社民党が、和解金支払いや雇用確保を含む『4党合意』をまとめた。だが、国労執行部が強硬派を説得できず、ご破算となったのだ。節目で方針が揺れる主体性のなさが交渉を難しくしたことも反省すべきだ。」と指摘した。『東京新聞』は、「過去の政権下でも和解の動きはあったが、実を結ばなかった。鳩山由紀夫前首相時に大きく進展し、今春に政治決着をみたのは、政権交代の成果だ。」、「かつての過激な活動に批判的な目を向ける人もいる。不本意な広域転勤を受け入れた人らからは、『ゴネ得』という声が上がるかもしれない。だが、むしろ人道上の問題と考えるべきだ」としている。また、国労闘争団の鉄建公団訴訟弁護団事務局長として、原告側の弁護人となった萩尾健太は、産経、読売や櫻井よしこなどの「ゴネ得」批判に対して、仮にJRに採用された場合の給料と比べれば少額でしかないこと、勤務状況と無関係で採用されなかったと主張した。
国労は声明で、原告始め和解案をまとめた各政党・国会議員、全ての関係者に対し「心からの深い感謝と御礼」を表明した。さらに、訴訟を継続する6人とは「一切関与しない」こと、一方でJRに対しては「人道的見地」からJR各社の採用などへの取り組みを改めて要請した 。
動労千葉は「謝罪も、解雇撤回もなく、いくばくかの金銭によって国家的不当労働行為を正当化」、さらに「国労本部が行ってきたことは、JRとの『包括和解』＝全ての不当労働行為事件の取り下げやJRにおけるあらゆる合理化の容認、解雇撤回要求の取り下げ等、闘いの放棄と屈服であった」と国労を批判する見解を出した。また、自見庄三郎の発言から、「（和解案に）中曽根が一枚かんでいた」と主張し、非難した。
民営化に協力した労組では、JR総連は声明で、和解に「異を唱えるものではない」としながらも、政府・与党からの報告や意見聴取がなかったことや、「責任は国労にある」との見解から、不満を表明した。JR連合は、やはり「2003年の最高裁判決をもって終結した問題」との認識を示した。その上で「人道的見地」から和解を評価し、また国労に対して「「JRに相応しい」労働運動への転換」や「民主化闘争への結集」を求めた。
和解に応じなかった原告6人に対しては、その後原告被告双方の上告を棄却する決定が出され、2審の東京高裁判決が確定している。また、動労千葉が鉄建機構を相手取った訴訟も一定の損害賠償請求を認めたものの、解雇は有効とした判決が確定している。
政府は民主党、国民新党、社民党の要請を受け、2011年6月13日にJR7社に雇用要請を行ったが、各社は連名で「雇用希望者の採用を考慮する余地はない」と拒絶した。国労本部は、次回大会でJR各社への雇用要請を断念する提案を行う意向を固めた。2011年6月、国労と旧全動労（現全日本建設交運一般労働組合）や支援組織などでつくる「四者四団体」が解散し、運動を続ける意向の組合員はいるものの、国鉄闘争は事実上終結することになり、2011年7月29日、静岡県伊東市での定期大会で、「24年の闘いの終わりとしてこれでいいのか」との声や、「一人でもJRに復帰できれば、歴史的に大きな意味がある」と闘争継続を求める意見も出されたが、2003年に最高裁でJR不採用について「責任無し」の司法判断確定を理由にJR各社の採用拒否、国労の高齢化を理由に最終的に雇用要請を断念する方針を提案し承認された。また、元闘争団員は国労から切り捨てられてしまった。
国労闘争団による、物販などの事業体はピーク時には20社ほどを数えたが、闘争団解散後も、2014年5月現在で10社が営業を継続している。そのうち6社の会合によると、自立経営に至っているのは1社のみで、自立へもう一歩なのも1社、後の4社は従業員の平均年収が200万円以下と厳しい状況にあるという。

## その他

### マーク
枠囲みの“レール断面の横にNRUの文字”。色は黒地に金色。組合員章（いわゆる国労バッジ）はマークを縮小した物。
かつて国鉄末期に「組合バッジ着用禁止」になった際には「国労ワッペン」「国労ネクタイ」「国労タイピン」果ては「国労ペン」まで登場させ、マークを表示させることに奔走した。
しかし、国鉄の労使関係が極度に険悪化し、順法闘争が繰り返されると順法闘争に不満を持つ乗客からは国労の組合員であることを示す格好の目印となり、乗客に取り囲まれたり物を投げつけられるなどの事件が多発した。このため、危険防止でマークを外した地区もあった。
また、時の鉄道労働組合委員長・志摩好達は、「服務規律違反であるこの国労のリボンワッペンは単に規定違反で処分といったものではなく、現場の職員――組合員がその指導命令系統下で事実上組合（国労）に従うのか、職場秩序を守るのかを訴えるシンボルでもあった」と主張し、厳罰を要求した。志摩は、太田知行国鉄職員局長が、表向き国労に強硬姿勢を取りながら、ワッペン等については黙認したことを批判し、「（太田の）権力奪取のための一手段にすぎぬことが明らかであった」と主張していた。
JR各社も、組合バッジ着用禁止を就業規則に定めている。

#### 国労バッジ事件
組合バッジ着用を禁じた就業規則の正当性については、労働委員会・裁判所の判断は事例によって分かれている。道幸哲也は、労働委員会は不当労働行為と見なす傾向があるが、裁判所は組合バッジ着用は職務専念義務に（形式的に）違反するという点でおおむね一致する一方、処分が適切であったかどうかについては見解が分かれていると指摘している。
JR東日本では、国労バッジ着用を続けていた組合員が、就業規則違反を理由に、たびたび減給や勤務停止の処分を受けた。組合員たちは神奈川県地方労働委員会に異議を申し立て、1989年（平成元年）5月15日、地労委はJR東日本の不当労働行為を認定し、処分取り消しの救済命令を出した。地労委は、国鉄時代の職員局次長（葛西敬之）や、JR東日本の常務（松田昌士）ら経営側が、鉄労書記長（鈴木尚之）、全施労委員長、動労委員長（松崎明）などと協力して、不当労働行為を承知の上で国労排除を進めていたことを指摘し、バッジ着用禁止もその一環と認定した。

JR東日本は救済命令を不服として、神奈川県地労委を横浜地方裁判所に訴えたが、横浜地方裁判所はJR東日本の全面敗訴の判決を出した。JR東日本は最高裁まで争ったが、1999年（平成11年）11月11日に上告不受理の決定が下され、地労委の救済命令が確定した。
しかしその後もJR東日本は、組合バッジは就業規則違反であるとの姿勢を変えなかった。同様の救済命令は他に3度出されたが、JR東日本はいずれも徹底係争し、また判決を事実上無視した。JR他社も同様で、こうした経営側の姿勢を受け、国労本部は国労バッジ着用の奨励を止めた。

その結果、2007年（平成19年）現在で、JR東日本で国労バッジを付け続けた組合員は一人だけとなっていた。この組合員も、服装整正違反を理由に勤務停止および減給処分を受け、また定年退職後のエルダー社員制度（定年退職者再雇用制度）の適用は受けられないと告げられた。そこでこの組合員は神奈川県地労委に救済を申し立て、2010年（平成22年）1月26日、神奈川県地労委はJR東日本の不当労働行為を認定し、救済命令を出した。ただし、組合員の謝罪文要求は却下した。その結果組合員は、定年後再雇用となったが、JR東日本は中労委に異議申し立てを行った。この間に、組合員は交通事故で死去し、その未亡人が訴訟を引き継いだ。2011年1月12日の中労委決定では、就業規則違反を理由として処分を行うことは「不相当であるとはいえない」とした。一方で、違反の程度に比べて処分は重く、就業規則違反に藉口して国労内少数派を嫌悪したことが真の意図であると認定し、不当労働行為は成立するとしてJR東日本の異議申し立てを退けた。ただし、組合員の死去を理由に、再雇用についてはもはや訴えの利益がなくなったとして救済命令を取り消した。

JR東日本は救済命令を不服として、中央労働委員会を東京地方裁判所に訴えた。2012年11月7日東京地方裁判所（白石哲裁判長）は救済命令を全て取り消し、JR東日本の全面勝訴の判決を出した。未亡人・労働委員会側は東京高等裁判所に控訴し、現在も係争中である。
一方、JR西日本の例では、京都府地方労働委員会は、逆に着用禁止を正当とする裁定を出した。2006年（平成18年）度より国労バッジを着用していた組合員が、就業規則違反を理由に訓告、減給処分を受け、昇給は5段階で最低のD評価とされた。そこでこの組合員は、京都府地方労働委員会に救済申し立てを行った。2010年（平成22年）、京都府地方労働委員会は、就業規則は合理的であり、また処分内容も違反の程度に比べ重いとは言えないこと。国鉄労働組合本部が既にバッジ着用の奨励を中止しており、組合の意向に従ったためとも言えないこと。3組合が存在する同社において、国労バッジの着用は組合間の対立を煽るものであること。バッジ以外の就業態度にも問題があるとした会社側の主張は事実と認められること。以上を理由に、着用禁止は正当とした。組合員は中央労働委員会に異議申し立てをしたが、2012年（平成24年）3月7日棄却された。

### 組合歌
- 「国鉄労働組合歌」（作詞：日向雅夫、作曲：服部正）

1950年のメーデー当時、「赤旗をなびかせて進むデモ隊の歌としてふさわしい曲を!」という国鉄労働組合の呼びかけに応じ、全国で400篇の詩が集まった中から、当時、田端電務区で国鉄詩人連盟の日向雅夫のものが歌詞として採用された。作曲は日本ビクターに委託され、服部正が担当した。服部は「私の背後の50万の国鉄労働者諸君の偽りなき情熱が赤々と燃え、私はこの曲を作った」とコメントを寄せた。
国労の組合歌には、「国鉄労働組合歌」が正式な題名であるとする説と、「私たちは俺たちは」が正式な題名であるとする説がある。日本音楽著作権協会（JASRAC）への曲名登録は後者で行われている。関係者の話によれば、国労の中には複数の音楽活動サークルがあり、そのうち国労音楽協議会は「国鉄労働組合歌」を正式な題名とする一方、広島ナッパーズ（主に広島県内の国鉄労働者で構成されるうたごえサークル）や国鉄うたごえ協議会等の団体では「私たちは俺たちは」という題名で呼んでいる。一方で、国労関係者の持つ「国労手帳」には国鉄労働組合歌という題名で掲載されており、一般的にもこちらの方が広く浸透しているとされる。